# Drużynowe Mistrzostwa Europy w Chodzie Sportowym 2025
3. Drużynowe Mistrzostwa Europy w Chodzie Sportowym – zawody lekkoatletyczne w chodzie sportowym organizowane pod auspicjami European Athletics, które odbyły się 18 maja 2025 w czeskich Podiebradach.
Zawody były zaliczane do cyklu World Athletics Race Walking Tour Gold w sezonie 2025.

## Rezultaty
| WR – rekord świata \| CR – rekord zawodów \| WL – najlepszy wynik na listach światowych w sezonie \| AR – rekord kontynentu \| NR – rekord kraju PB - rekord życiowy \| SB - najlepszy wynik w sezonie |

### Mężczyźni
| Konkurencja                        | 1. miejsce                                                                      | Rezultat          | 2. miejsce                                                                       | Rezultat   | 3. miejsce                                                      | Rezultat   |
| Chód na 10 km juniorów             | Giuseppe Disabato                                                               | 39:28 CR WL NU20R | Joan Querol Serrano                                                              | 40:58      | Alessio Coppola                                                 | 41:09 PB   |
| Chód na 10 km juniorów (drużynowo) | Włochy · Giuseppe Disabato · Alessio Coppola · Nicolò Vidal                     | 4 pkt.            | Hiszpania · Joan Querol Serrano · Pablo González · Daniel Monfort                | 7 pkt.     | Ukraina · Roman Horbaczow · Eduard Morawski · Illa Tyszkewicz   | 17 pkt.    |
| Chód na 20 km                      | Paul McGrath                                                                    | 1:18:05 CR SB     | Francesco Fortunato                                                              | 1:18:16 PB | Gabriel Bordier                                                 | 1:18:23 PB |
| Chód na 20 km (drużynowo)          | Hiszpania · Paul McGrath · Álvaro López · Iván López · José Manuel Pérez        | 16 pkt.           | Włochy · Francesco Fortunato · Andrea Cosi · Michele Antonelli · Nicola Lomuscio | 16 pkt.    | Węgry · Máté Helebrandt · Bence Venyercsán · Norbert Tóth       | 50 pkt.    |
| Chód na 35 km                      | Massimo Stano                                                                   | 2:20:43 WR        | Christopher Linke                                                                | 2:23:21 NR | Miguel Ángel López                                              | 2:23:48 NR |
| Chód na 35 km (drużynowo)          | Włochy · Massimo Stano · Riccardo Orsoni · Matteo Giupponi · Teodorico Caporaso | 14 pkt.           | Hiszpania · Miguel Ángel López · Daniel Chamosa · Manuel Bermúdez · Marc Tur     | 18 pkt.    | Niemcy · Christopher Linke · Johannes Frenzl · Jonathan Hilbert | 31 pkt.    |

### Kobiety
| Konkurencja                        | 1. miejsce                                                                 | Rezultat          | 2. miejsce                                                                      | Rezultat    | 3. miejsce                                                                          | Rezultat    |
| Chód na 10 km juniorek             | Sofía Santacreu                                                            | 43:57 CR WL NU20R | Chloé Le Roch                                                                   | 44:02 NU20R | Serena Di Fabio                                                                     | 44:08 NU20R |
| Chód na 10 km juniorek (drużynowo) | Hiszpania · Sofía Santacreu · Claudia Ventura · Júlia Suárez Piza          | 6 pkt.            | Francja · Chloé Le Roch · Marine Merbitz · Léna Auvray                          | 9 pkt.      | Włochy · Serena Di Fabio · Elisa Marini · Francesca Gloria Buselli                  | 12 pkt.     |
| Chód na 20 km                      | Ludmyła Olanowśka                                                          | 1:27:56 SB        | Clémence Beretta                                                                | 1:28:05 NR  | Pauline Stey                                                                        | 1:28:18 PB  |
| Chód na 20 km (drużynowo)          | Francja · Clémence Beretta · Pauline Stey · Ana Delahaie · Camille Moutard | 15 pkt.           | Hiszpania · Antía Chamosa · Paula Juárez · Lidia Sánchez-Puebla · Lucía Redondo | 17 pkt.     | Ukraina · Ludmyła Olanowśka · Marija Sacharuk · Ołena Sobczuk · Wałerija Szołomićka | 24 pkt.     |
| Chód na 35 km                      | María Pérez García                                                         | 2:38:59 WL        | Antonella Palmisano                                                             | 2:39:35 NR  | Nicole Colombi                                                                      | 2:41:47 PB  |
| Chód na 35 km (drużynowo)          | Włochy · Antonella Palmisano · Nicole Colombi · Federica Curiazzi          | 10 pkt.           | Hiszpania · María Pérez García · Cristina Montesinos · Beatriz Moreno           | 18 pkt.     | –                                                                                   | –           |